# James Gamble
James Gamble era un fabricante de jabones y empresario estadounidense, originario del Reino Unido de Gran Bretaña e Irlanda. Fue uno de los cofundadores de Procter & Gamble en 1837, junto con su cuñado William Procter. 
Gamble emigró a Cincinnati, donde se casó con Elisabeth Ann Norris y comenzó su negocio. Su suegro Alexander Norris lo convenció de asociarse a su cuñado Procter, que era un fabricante de velas británico, para formar una nueva empresa. Como resultado de esta sugerencia, el 31 de octubre de 1837 se creó Procter & Gamble. 
James Gamble nació cerca de Enniskillen, en la actual Irlanda del Norte y estudió en Portora Royal School. Se graduó en la universidad de Kenyon en 1824. Murió el 29 de abril de 1891.

## Familia
James Gamble y Elizabeth Ann Norris tuvieron diez hijos. Uno de ellos fue James Norris Gamble (9 de agosto de 1836 - 2 de julio de 1932). Con el tiempo fue nombrado vicepresidente de Procter & Gamble y fue el químico que inventó en 1879 la fórmula de jabón Ivory, el primer jabón estadounidense comparable a los jabones finos importados de Europa. James transformó los procesos de producción del jabón de P&G – y de velas – de un arte a una ciencia solicitando la ayuda de profesores de Química. Ivory, primero vendido nacionalmente en 1882 por su pureza superior, transformó a P&G en un productor de marcas de primera.
- Datos: Q556367
- Multimedia: James Gamble / Q556367